# 德國—尼日利亞關係
德國－尼日利亞關係是指德国與奈及利亞之间的双边关系。尼日利亚在柏林设有大使馆 ，在波恩设有总领事馆。德国在阿布贾设有大使馆，並在拉各斯设有总领事馆。

## 文化
西德于1962 年在拉各斯設立了歌德学院。 2021年，德国文化部长宣布，他们将向尼日利亚归还1897年从贝宁皇宫掠夺的数百件艺术品。 2022年7月1日，尼日利亚政府和德国政府在柏林正式签署协议，德国政府承诺将归还收藏在该国的尼日利亚贝宁王国时期的1130件青铜器文物。

## 經濟
尼日利亚-德国商会成立于1986 年，該組織旨在促进德国和尼日利亚之间的双边贸易。
2011年，德国-尼日利亚双边委员会成立，該組織旨在加强兩國在商业、教育、能源、移民问题和文化方面的合作。
2019年，尼日利亞总统与德国能源公司西门子签署了一项协议，根據該協議，到2025年該公司至少为尼日利亚的电网提供25,000兆瓦的电力。 

## 軍事
2020年，德国政府承诺为博尔诺州提供1亿欧元援助，以帮助該州应对干旱和粮食短缺问题。德國政府承諾还將协助尼日利亚武装部队打击博科圣地。 

## 贸易
截至2019 年，尼日利亚是德国在撒哈拉以南非洲的第二大贸易伙伴。
2019年，德国向尼日利亚出口了价值12亿美元的商品。 德国出口至尼日利亚的产品主要是橡胶加工机械和汽车。 2019年尼日利亚向德国出口了价值26亿美元的商品，主要是是原油以及可可。 

## 移民
截至2021年，约有 83,000名尼日利亚人居住在德国境內；尼日利亚人在德国的就业率非常高，就業率仅次于巴基斯坦人。 